# Józef Szerc
Józef Szerc (ur. w 1812 roku w Warszawie – zm. 4 września 1893 roku) – powstaniec listopadowy, radny miejski Stanisławowa.
Z pochodzenia Niemiec, jako czeladnik kotlarski zaciągnął się do oddziału gen. Józefa Dwernickiego. Po powstaniu przebywał wiele lat na emigracji w Europie Zachodniej.
Pochowany w kwaterze powstańców listopadowych na Cmentarzu Sapieżyńskim w Stanisławowie.